# La Ceiba, Mecatlán
La Ceiba är en ort i Mexiko.   Den ligger i kommunen Mecatlán och delstaten Veracruz, i den sydöstra delen av landet, 180 km nordost om huvudstaden Mexico City. La Ceiba ligger 288 meter över havet och antalet invånare är 248.
Terrängen runt La Ceiba är kuperad. Runt La Ceiba är det tätbefolkat, med 356 invånare per kvadratkilometer. Närmaste större samhälle är Olintla, 11,3 km söder om La Ceiba. Omgivningarna runt La Ceiba är en mosaik av jordbruksmark och naturlig växtlighet.